# Brigade des martyrs du 17 février
La brigade des martyrs du 17 février (arabe : كتيبة شهداء 17 فبراير) est un groupe rebelle libyen actif lors de la première et la deuxième guerre civile libyenne.

## Histoire
En 2011, la Brigade des martyrs du 17 février est la première formée en Libye lors de la première guerre civile libyenne et devient la plus puissante dans l'est du pays. La brigade est formée par le Qatar et armée par la France et les Émirats arabes unis. Elle combat notamment à la seconde bataille de Tripoli. 
Elle intègre le Bataillon de la révolution, dirigé par Fawzi Boukatif. La brigade des martyrs du 17 février est sous les ordres de Abdelhakim Belhadj,,. En août et septembre 2011, la brigade compte 3 000 à 5 000 hommes et son chef des opérations est Ismaïl al-Salabi,. Le groupe est islamiste,. Parmi ses combattants figurent d'ancien membres du Groupe islamique combattant en Libye.
Lors de l'assassinat d'Abdelfattah Younès, certains dirigeants du Conseil national de transition (Libye) et du gouvernement de Kadhafi ont accusé la brigade du 17 février d’en être responsable.
En septembre 2011, le chef de la brigade, Ismaïl Salabi affirme que ses combattants se sont placés sous l'autorité du nouveau ministère libyen de la Défense, mais qu'ils refusent celle du chef d'état-major, le général Suleiman Mahmoud.
Le 11 septembre 2012, la Brigade des martyrs du 17 février défend sans succès le consulat américain contre les djihadistes d'Ansar al-Charia,.
Cependant en mai 2014, la Brigade des martyrs du 17 février s'allie à Ansar al-Charia et affronte à Benghazi les troupes de l'Armée nationale libyenne (ANL) commandée par Khalifa Haftar,,. 
De 2014 à 2017, la Brigade des martyrs du 17 février intègre le Conseil de la Choura des révolutionnaires de Benghazi et affronte les forces de l'ANL lors de la bataille de Benghazi.